# Закрийте її обличчя
«Закрийте її обличчя» — це дебютний детективний роман британської письменниці Філліс Дороті Джеймс, виданий в 1962 році. У ньому детально розповідається про розслідування смерті молодої амбітної покоївки, оточеної родиною, в якої є причини бажати її зникнення або смерті. Назва взята з уривку роману Джона Вебстера «Герцогиня Мальфі»: «Закрийте їй обличчя. Мої очі засліплює; вона померла молодою», — цитує один із персонажів роману.
Історія починається зі званої вечері, яку влаштовує місіс Елеонора Максі в Мартінгейлі, маєтку в (вигаданому) селищі Ессекс Чадфліт. На вечірці присутні син і донька місіс Максі, Стівен Максі та Дебора Ріско. Прислуговує за столом Саллі Джапп, яку місіс Максі вибрала з місцевого притулку для неодружених матерів, щоб допомагати по господарству, і яка зараз живе в цьому притулку разом зі своїм маленьким сином Джиммі. На вечері також присутні колишня кохана Стівена, Кетрін Бауерс, Еліс Лідделл, наглядачка притулку Святої Марії, і доктор Еппс, сімейний лікар.
Пізніше Дебора відвідує Стівена в лікарні, де він працює, і бачить, як її брат розмовляє з Саллі. Стівен розповідає, що Саллі принесла йому снодійні таблетки їхнього невиліковно хворого батька, Соммейл, які вона знайшла під ліжком старого містера Максі. Стівен підозрює, що містеру Максі вдалося обдурити свою віддану служницю Марту, вдаючи, що приймає таблетки, коли насправді він просто ховає їх для спроби самогубства. У день церковного свята Святого Седда Саллі оголошує, що Стівен освідчився їй у коханні. Наступного дня Марта скаржиться, що Саллі знову проспала. Увійшовши до кімнати, знаходять задушене тіло Саллі. Прибувають старший інспектор Адам Далгліш і детектив-сержант Мартін, які починають розслідування.
Значно пізніше з'ясовується, що Саллі була таємно одружена з Джеймсом Річі, який повернувся з роботи у Венесуелі після її смерті. Саллі шантажувала свого дядька (який без її відома витратив її трастовий фонд), щоб той дав їй 30 фунтів. Вона прикидалася неодруженою, оскільки розкриття її шлюбу поставило б під загрозу роботу її чоловіка, а вона любила «грати з людьми». З тієї ж причини вона розкрила шлюбну пропозицію Стівена Максі, хоча й не прийняла її, і навмисно використовує чашку Дебори для свого какао в останню ніч свого життя.
Какао, знайдене біля ліжка Саллі, містить сліди снодійних таблеток містера Максі. Марта підсипала їх у какао Саллі, щоб та проспала, її дискредитували і врешті звільнили з роботи. Саме місіс Елеонора Максі врешті зізнається у вбивстві Саллі Джапп після того, як Далгліш розповідає про всі пересування вночі. Методом виключення стає зрозуміло, що тільки вона могла бути злочинницею.
Роман закінчується подальшою зустріччю Адама Далгліша та Дебори Ріско, де є натяк на те, що в майбутньому між ними виникнуть стосунки.

## Дійові особи
Детектив старший інспектор Скотланд-Ярду Адам Далгліш
Детектив сержант Мартін — його помічник
Місіс Елеонор Максі — власниця Мартінґейла, мати Стівена та Дебори
Стівен Максі — хірург лондонської лікарні
Дебора Ріско — овдовіла дочка Елеонори
Містер Саймон Максі — чоловік-інвалід Елеонори
Фелікс Хірн — колишній герой війни та залицяльник Дебори
Кетрін Бауерс — гостя Мартінґейла, яка сподівається на шлюб зі Стівеном Максі
Доктор Чарльз Еппс — багаторічний лікар Максі
Бернард Хінкс — вікарій Чадфліта
Міс Еліс Лідделл — наглядачка притулку для дівчат Святої Марії
Марта Бултітафт — давня домашня прислуга сім'ї Максі
Саллі Джапп — домашня покоївка, яка кілька місяців допомагала Марті в Мартінґейлі
Містер і місіс Проктор — тітка і дядько Саллі Джапп, які виховували її після того, як її батьків було вбито під час Бліцу
Джеймс Річі — таємний чоловік Саллі

## Літературне значення і критика
Роман загалом був дуже добре прийнятий критикою, хоча пізніше авторка назвала його найменш улюбленим серед своїх книг.
«Її перша детективна історія, яка одразу сподобалася і вразила. Темп неквапливий, характеристики членів англійської графської родини дуже добре змальовані, а центральна героїня Саллі Джапп — служниця з фантазією та любов'ю до влади — дуже незвична, але переконлива. Інспектор Далгліш, можливо, занадто стримано компетентний у розкритті вбивці Саллі — і, попри назву, дівчина не є герцогинею Мальфі.» — Каталог злочинів
У рецензії на книгу 1966 року Ентоні Буше з The New York Times писав: «Це грамотний і небезперспективний перший роман, але він написаний за зразком детективу 30-річної давнини в його найнуднішому вигляді… Коли я закликаю повернутися до формального детективу, я не це маю на увазі».

## Адаптації
Телевізійну версію роману було створено для британської мережі ITV у 1985 році. Рой Марсден зіграв Адама Далгліша, Джон Вайн — інспектора Джона Массінгема (замість детектива-сержанта Мартіна), Філліс Калверт — Елеонору Максі, Руперт Фрейзер — Стівена Максі, Мел Мартін — Дебору Ріско, Джуліан Гловер — Фелікса Херна і Кім Томсон — Саллі Джапп. Оскільки дія телевізійної адаптації відбувалася в сучасному світі, але вік персонажів мав залишитися незмінним, військову службу Фелікса Херна перенесли на Кіпр, а також додали другорядну сюжетну лінію про кіпрських наркодилерів. Зйомки фільму проходили в Рейнторп-Холі в Норфолку.
BBC Radio 4 випустило радіосеріал у 1993 році, адаптований Невілом Теллером, з Г'ю Грантом у ролі Фелікса, Робін Елліс у ролі Далгліша та Сіан Філліпс у ролі місіс Максі, випустивши його на компакт-диску незабаром після виходу в ефір.